# CanSino Biologics
La CanSino Biologics (in cinese: 康希诺 生物; pinyin: Kāngxīnuò Shēngwù), spesso abbreviato in CanSinoBIO, è un'azienda cinese attiva nel settore della farmaceutica.
CanSino Biologics è stata fondata nel 2009 a Tianjin, in Cina da Yu Xuefeng, Zhu Tao, Qiu Dongxu e Helen Mao Huihua.
Nel luglio 2018, ha presentato domanda di quotazione alla borsa di Hong Kong, debuttando il 28 marzo 2019.